# Nuvole in testa
Nuvole in testa è un singolo del cantante Italiano Ultimo, pubblicato il 24 marzo 2023, quarto estratto dal quinto album in studio Alba.

## Descrizione
Il brano è un racconto nato durante un trasloco, una riflessione sorta tra gli scatoloni.

## Classifiche
| Classifica (2023) | Posizione massima |
| ----------------- | ----------------- |
| Italia            | 77                |